# Hiponatremia
Hiponatremia – stan obniżonego poziomu sodu w surowicy krwi. Zwykle definiowany jako spadek stężenia sodu poniżej 135 mmol/l, przy normie 135–145 mmol/l, spowodowany nadmiarem wody w ustroju w stosunku do ilości sodu w organizmie. W większości wypadków przyczyną jest zwiększone wydzielanie hormonu antydiuretycznego.
Hiponatremia może przebiegać bezobjawowo. Symptomami często są łagodne zaburzenia toku myślenia, bóle głowy, nudności, zaburzenia równowagi. Ciężka hiponatremia może być przyczyną splątania, drgawek, a nawet śpiączki.
Ponieważ jony sodowe są najważniejszym jonem przestrzeni pozakomórkowej, mają największy wpływ na osmolalność osocza. Spadek stężenia sodu najczęściej przyczynia się do spadku osmolalności i hipotonii osocza krwi, choć w rzadkich przypadkach hiponatremia może być izotoniczna lub hipertoniczna. Przyczyny hiponatremii hipotonicznej z reguły są dzielone ze względu na stan nawodnienia organizmu: na przebiegające z hipowolemią (np. nadmierne pocenie się, wymioty, biegunki, oparzenia), izowolemią (niedobór glikokortykosterydów, długotrwały wysiłek fizyczny, niedoczynność tarczycy, dieta niskosodowa) i hiperwolemią (nadmierne wydzielanie wazopresyny w stanie względnego zmniejszenia efektywnej objętości wewnątrznaczyniowej, np. w przebiegu niewydolności serca).
Postępowanie lecznicze zależne jest od czasu trwania choroby, jej natężenia, obecnych objawów (zwłaszcza neurologicznych) i przyczyn leżących u podstaw tej patologii. Z reguły zaburzenie wyrównuje się podając 0,9% bądź 3% roztwór NaCl. Aby uniknąć ciężkiego powikłania leczenia, jakim jest osmotyczny zespół demielinizacyjny przewlekłą hiponatremię należy korygować powoli, tym dłużej, im dłużej się rozwijała. Szybkość uzupełniania niedoboru sodu powinna wynosić 4–8 mmol/l/d i nie przekraczać 10 mmol/l. Dozwolone jest szybkie wyrównywanie hiponatremii ostrej (trwającej poniżej 48 godzin).

## Epidemiologia
Hiponatremia to najczęściej diagnozowane zaburzenie gospodarki wodno-eletrolitowej u chorych hospitalizowanych (1–2,5% chorych znajdujących się na oddziałach wewnętrznych, chirurgicznych, ginekologicznych i psychiatrycznych. W przypadku chorych leczonych na oddziałach intensywnej terapii nawet 30% z nich). U pacjentów przebywających w szpitalu stężenie sodu jest średnio 5-6 mmol/l niższe niż u ludzi zdrowych. Wzrost ilości osób diagnozowanych obserwuje się w chwili przyjęcia do szpitala, w okresie po operacjach, u pacjentów cierpiących na AIDS oraz u pacjentów oddziałów intensywnej terapii. W grupie ryzyka znajdują się kobiety oraz osoby starsze. Nawet 25% osób w podeszłym wieku przyjmowanych w ośrodkach rehabilitacyjnych może cierpieć na niedobór sodu. Hiponatremia częściej występuje także u maratończyków.

## Fizjologia i patofizjologia
Sód jest głównym kationem przestrzeni pozakomórkowej (jego zawartość wynosi ponad 90% zasobów organizmu), osmolalność osocza zależy przede wszystkim od jego stężenia. W normalnych warunkach osmolalność jest utrzymywana w granicach 285–295 mOsm/kg H₂O, w przestrzeni zarówno wewnątrzkomórkowej, jak i pozakomórkowej. Dzieje się tak, ponieważ większość komórek w ciele posiada błony komórkowe zupełnie przepuszczalne dla wody, dzięki działającej w nich pompie jonowej, nazywanej ATP-azą sodowo-potasową. Spadek osmolalności powoduje wyhamowanie w organizmie kilku mechanizmów:
- układu renina–angiotensyna–aldosteron
- układu peptydów natriuretycznych (przedsionkowego i typu B oraz pro-BNP)
- zagęszczania moczu w cewkach zbiorczych przez hormon antydiuretyczny (wazopresynę)

Największą rolę odgrywa wazopresyna. Niewielki spadek stężenia sodu poniżej 135 mmol/l powoduje zahamowanie jej wydzielania, prowadząc do wzrostu wydalania wody przez nerki. Spadek objętości osocza służy podwyższeniu stężenia sodu i tym samym osmolalności krwi.
Szybki rozwój hiponatremii (ostra, trwająca ponad 48 godzin) prowadzi do wyrównawczego przemieszczenia wody z przestrzeni zewnątrzkomórkowej do wnętrza komórek, które w tej sytuacji są względem osocza hiperosmolalne. Objętość komórek wzrasta, co w przypadku mózgu może doprowadzić do jego obrzęku i objawów ciasnoty śródczaszkowej. Przewlekły postęp hiponatremii prowadzi do uruchomienia mechanizmów adaptacyjnych. Dochodzi do wzrostu aktywnego wydzielania do przestrzeni zewnątrzkomórkowej substancji osmotycznie czynnych (w tym kationów sodu i potasu oraz anionów chlorkowych, glutaminianowych, asparaginianowych i mioinozytolowych). Prowadzi to do zmniejszenia przezbłonowego gradientu osmotycznego i przeciwdziała obrzękowi i uszkodzeniu komórek.
W tej sytuacji gwałtowne wyrównanie poziomu natremii płynami o dużym stężeniu sodu może doprowadzić do nagłego wzrostu osmolarności osocza i spowodować szybką ucieczkę wody z komórek dostosowanych do niskiego stężenia osmolitów w płynie zewnątrzkomórkowym. Odwodnienie komórek prowadzi do osmotycznego zespołu demielinizacyjnego i demielinizacji mózgowia, która jest opisywana jako mielinoliza środkowa mostu.

## Klasyfikacja
Podział hiponatremii ze względu na stężenie sodu w osoczu:
- łagodna – 130–134 mmol/l
- umiarkowana – 125–129 mmol/l
- ciężka – poniżej 125 mmol/l.

Podział hiponatremii ze względu na czas rozwijania się:
- hiponatremia ostra – trwa poniżej 48 godzin
- hiponatremia przewlekła – trwa co najmniej 48 godzin; oprócz tego kwalifikuje się do niej każda hiponatremia o nieudokumentowanym czasie trwania, jeżeli objawy kliniczne i wywiad nie wskazują na hiponatremię ostrą.

## Przyczyny
Najczęstszą przyczyną hiponatremii jest upośledzenie wydalania wolnej wody przez nerki w przebiegu zespołu Schwartza-Barttera.

### Hiponatremia hipotoniczna
W przebiegu hiponatremii hipotonicznej wraz ze zmniejszeniem stężenia sodu najczęściej dochodzi do przesunięcia wody pozakomórkowej do przestrzeni wewnątrzkomórkowej i, tym samym, obrzęku komórek. W większości wypadków jest ona wywołana retencją wody w zespole nieadekwatnej antydiurezy (ang. syndrome of inappropriate antidiuresis, SIAD), z reguły dotyczącym wazopresyny (jest to zatem zespół nieprawidłowego wydzielania hormonu antydiuretycznego).
- hiponatremia hipotoniczna z hipowolemią pojawia się w wyniku jednoczesnej utraty sodu i wody i następczego wyrównania płynami o niskiej zawartości elektrolitów. Przyczynami są[4]:
  - ucieczka przez skórę (nadmierne pocenie się, oparzenia)
  - przez przewód pokarmowy (wymioty, biegunka, przetoki przewodu pokarmowego)
  - przez nerki (głównie utrata sodu – diuretyki, niedobór mineralokortykosteroidów, nefropatia z utratą soli, tubulopatie wrodzone i nabyte, zespół mózgowej utraty soli)
  - ucieczka płynów do trzeciej przestrzeni
- hiponatremia hipotoniczna z izowolemią – najczęstszy typ hiponatremii. Powodują ją[4]:
  - SIAD
  - niedobór glikokortykosteroidów
  - ciężki i długo trwający wysiłek fizyczny
  - polidypsja pierwotna
  - długotrwała dieta niskosodowa
  - niedoczynność tarczycy
  - nadmierna wrażliwość na wazopresynę
  - mutacja aktywująca receptora V2 lub akwaporyny 2
- hiponatremię hipotoniczną z hiperwolemią wywołuje[4]:
  - podwyższone uwalnianie wazopresyny, gdy efektywna objętość wewnątrznaczyniowa jest obniżona – przewlekła niewydolność serca, marskość wątroby z wodobrzuszem, obrzęki nerczycowe)
  - picie napojów o niskiej zawartości elektrolitów lub pozajelitowe uzupełnianie płynów, gdy upośledzone jest wydalanie wolnej wody – ostre uszkodzenie nerek, zaawansowana przewlekła choroba nerek

### Hiponatremia niehipotoniczna (izotoniczna lub hipertoniczna)
Gdy ilość efektywnych osmolitów w osoczu wzrasta, woda z przestrzeni wewnątrzkomórkowej ucieka do pozakomórkowej, powodując hiponatremię z rozcieńczenia. W zależności od stężenia tych związków, osmolalność osocza może pozostawać w normie lub być zwiększona. Najczęściej sprawcą jest ciężka hiperglikemia (wzrost glikemii o każde 5,5 mmol/l ponad 5,5 mmol/l zmniejsza natremię o 2,4 mmol/l). Do innych przyczyn należą:
- dożylny wlew mannitolu
- hiperosmolalne radiologiczne środki cieniujące w dużych dawkach
- izotoniczne roztwory mannitolu, sorbitolu lub glicyny, mogące przedostawać się do krwi podczas przezcewkowej resekcji gruczolaka stercza.

### Hiponatremia rzekoma (pseudohiponatremia)
Nadmiar lipidów lub paraprotein może spowodować zaniżenie faktycznych wyników stężenia sodu w osoczu, przy zachowanej prawidłowej osmolalności; stan taki określa się pseudohiponatremią.

## Objawy
Objawy kliniczne zależą od ciężkości i szybkości narastania hiponatremii, osmolalności osocza i zmian w wolemii. Często nie dają się oddzielić od objawów związanych z hipowolemią i schorzeń, które predysponują do powstania zaburzeń wodno-elektrolitowych.
Objawy w hiponatremii są związane głównie z zaburzeniami ośrodkowego układu nerwowego. Stopień ich natężenia określa się jako łagodny, umiarkowanie ciężki lub ciężki.
- W łagodnej hiponatremii objawy nie są z reguły nasilone; mogą występować:
  - zaburzenia koncentracji i uwagi
  - kłopoty z utrzymaniem równowagi

- Umiarkowanie ciężkie objawy to:
  - nudności (bez wymiotów)
  - splątanie
  - ból głowy
  - osłabienie
- Do objawów ciężkich należą:
  - wymioty
  - nadmierna senność
  - zaburzenia świadomości
  - drgawki
  - śpiączka
  - zatrzymanie oddechu i akcji serca

Objawy te są niespecyficzne, mogą wystąpić w przebiegu wielu innych schorzeń.
Objawy wskazujące współtowarzyszące odwodnienie i hipowolemię to: 
- suchość błon śluzowych
- wiotkość skóry
- hipotensja ortostatyczna lub stała
- tachykardia
- zmniejszenie diurezy.

Hiponatremia zwiększa ryzyko wystąpienia otępienia, również otępienia o typie alzheimerowskim.

## Leczenie
Hiponatremię objawową należy leczyć błyskawicznie, nawet gdy stężenie sodu przekracza 125 mmol/l. Jeśli objawy nie występują, przede wszystkim należy ustalić przyczynę niedoboru i zacząć powoli podwyższać stężenie sodu do 130 mmol/l. Jeśli stężenie Na+ wynosi >125–130 mmol/l leczenie rozpoczyna się od ograniczenia podaży wody.
Przewlekłą hiponatremię bez objawów lub z tylko niewielkimi objawami należy uzupełniać bardzo wolno, tym dłużej im dłużej trwała. Potwierdzoną ostrą hiponatremię (taką, która rozpoczęła się co najwyżej 48 godzin wcześniej) można wyrównać szybko.
W przypadku natremii poniżej 120 mmol/l wyrównywanie niedoboru powinno wynosić 4–8 mmol/l i nie może być szybsze niż 10 mEq/l/dobę w żadnym 24-godzinnym okresie, gdyż grozi mielinolizą mostu. Przy obecnych czynnikach ryzyka tego schorzenia (hiponatremia ≤ 105 mmol/l, współtowarzysząca hipokaliemia, alkoholizm, niedożywienie, płeć żeńska, zaawansowana choroba wątroby), natremia powinna wzrastać z szybkością 4–6 mmol/l/d i nie przekraczać 8 mmol/l w ciągu 24 godzin.
Leczenie polega na podawaniu roztworów NaCl (najczęściej 0,9% i 3,0%). Po osiągnięciu stężenia 130 mmol/l leczenie kontynuuje się przez ograniczenie ilości wypijanej wody i stosowanie diety z prawidłową zawartością sodu i białka.
W umiarkowanej i ciężkiej hiponatremii w zespole SIADH podaje się doustnie mocznik w ilości 15–60 g/d (0,25–0,5 g/kg mc./d) w kilku dawkach podzielonych.
Obecne wytyczne polskie i europejskie nie przewidują już podawania waptanów i demeklocykliny w leczeniu hiponatremii.